# السلطة القضائية في كولومبيا

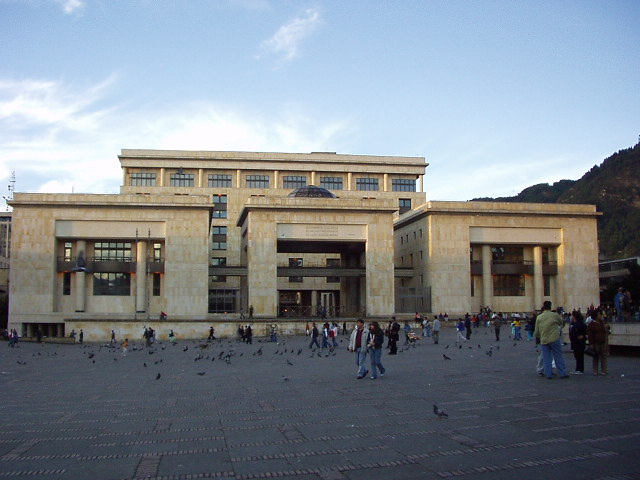
مقر السلطة القضائية في قصر العدل في بوغوتا.

السلطة القضائية في كولومبيا (الإسبانية: Rama Judicial de Colombia) هي آلية لتسوية النزاعات وإحدى السلط الثلاث الأساسية (التشريعية والتنفيذية) في ولاية كولومبيا التي تعنى بتفسير وتطبيق قوانين الدولة، لضمان المساواة والعدالة في الحقوق والواجبات بموجب القانون.
ويتألف الجهاز القضائي من نظام هرمي للمحاكم يرأسه القضاة ورجال القضاء وغيرهم.